# 시간생물학

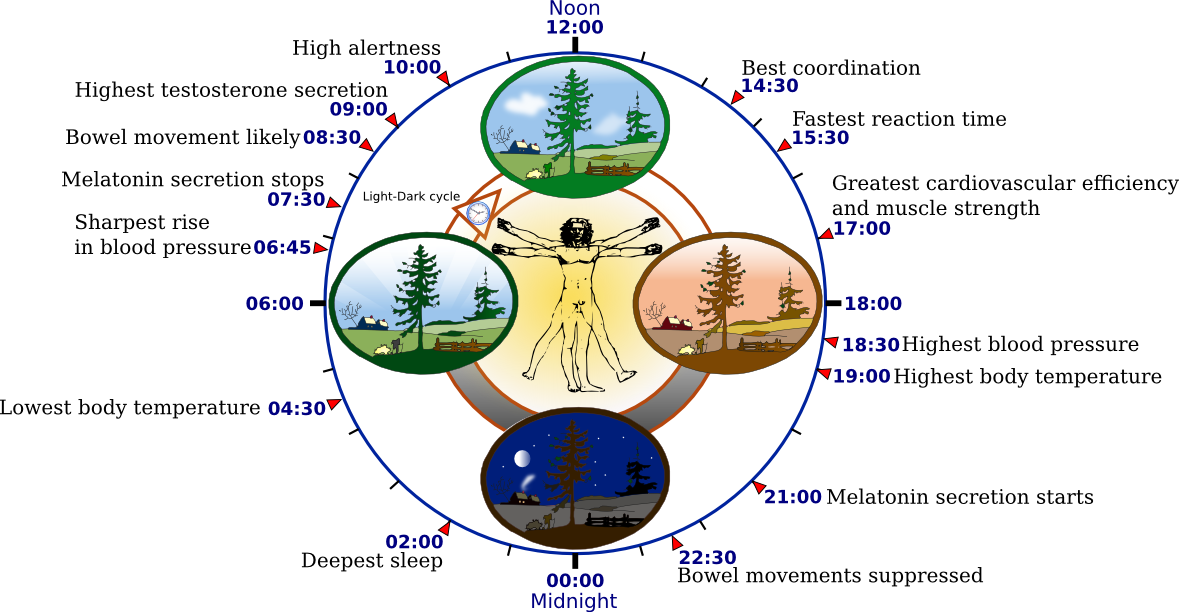

시간생물학(時間生物學, 영어: Chronobiology)은 생물에 내재하는 체내 시계를 연구하는 학문 분야이다. 태양과 달이 만들어내는 하루, 일년, 조석 등에 적응하는 주기 현상을 주요 연구 대상으로 한다. 그러나 태양과 같은 빛이나  빛이 없는 동굴의 어둠속 공간에서의 생물체내의 생리적 반응뿐만아니라 암사자가 뛰어 도망가는 얼룩말을 어떠한 속력으로 달려갔을 때 따라잡으면서 얼룩말을 앞발로 할퀴어 잡는 시간차를 계산하는 능력들도 포함된다.

## 태양
진화론, 생물심리학, 시간생물학등의 과학자들은 태양의 빛이 생물체에게 있어서 계절의 주기,하루의 주기인 일주율 그리고 특정시간으로부터 얼마의 시간의 흘렀는지 그리고 이러한 추가정보로부터 곤충이 방향감각을 유지하는등의 지각 정보를 획득하는 역사적으로 매우 중요한 자산으로 다루어야하는데 이견이 없다.

## 자이트게버
자이트게버(zeitgebers)는 유기체의 생물학적 리듬을 지구의 24 시간 명 / 암주기 및 12개월주기에 동반하거나 동기화시키는 외부 또는 환경적 신호를 가리킨다. 이러한 신호정보를 제공하는 'zeitgebers' 시간 제공자(time giver)라는 의미를 갖고있다. 시간제공자로는 태양,온도,음식물,운동,소리등이 자산으로 언급된다.

## 시간약리학
시간약리학(Chronopharmacology)는 치료되는 개체의 일주기 또는 다른 리듬주기의 사용을 의미한다.  이것의 예는 치료의 효과를 최대화하고 부작용을 최소화하기 위해 이러한 리듬에 해당하는 일정에 따라 투여되는 정신과 및 신체 질환의 임삼적 치료이다.

## 같이 보기
- 생체시계
- 시교차 상핵(SCN)
- CLK